# Zwembad De Nieuwe Hateboer
Zwembad De Nieuwe Hateboer is een zwembad in Sittard.

## Ligging
Het zwemcomplex is gelegen aan de Sportcentrumlaan, in het natuur- en recreatiegebied de Schwienswei, ten noorden van Sittard.

## Geschiedenis
Het bad werd geopend op 17 maart 1974 als het Openluchtzwembad "De Hateboer". De naam komt van een historisch gebied dat hier was gelegen dat omringd werd door wallen en grachten. Een deel van dit complex is nog bewaard gebleven en behoort nu tot het natuurgebied de Schwienswei.
Het bad werd in 1995 volledig hernieuwd en werd op 23 september van dat jaar officieel heropend onder de nieuwe naam.

## Algemeen
Zwembad De Nieuwe Hateboer bestaat uit vijf zwembaden. Binnen bevinden zich een recreatiebad, een doelgroepenbad en een wedstrijdbad. Verder zijn er twee buitenbaden en is er een ligweide aanwezig. Ook is er een horecagelegenheid te vinden.
Het bad wordt in opdracht van de gemeente Sittard-Geleen geëxploiteerd door de Sportstichting Sittard-Geleen, die het beheer uitvoert over meerdere sportaccommodaties in de gemeente.
Sinds 2010 wordt jaarlijks op het terrein van Zwembad De Nieuwe Hateboer het dancefeest Groove Garden georganiseerd, dat jaarlijks vele duizenden bezoekers trekt.